# Futuro (casa)
Futuro house (casa Futuro) o Futuro pond (casa tanque) es un modelo de casa prefabricada y diseñada por el arquitecto finlandés Matti Suuronen, de las que una cantidad aproximada de 100 se construyeron e instalaron durante la década de 1960 y 1970. La forma de la casa Futuro es parecida a un platillo volador, la puerta de entrada es parecida a la escotilla de los aviones. La casa Futuro se construyó con poliéster reforzado con fibra de vidrio, poliuretano, y polimetilmetacrilato, sus medidas son 4 metros de alto y 8 metros de diámetro.

## Historia

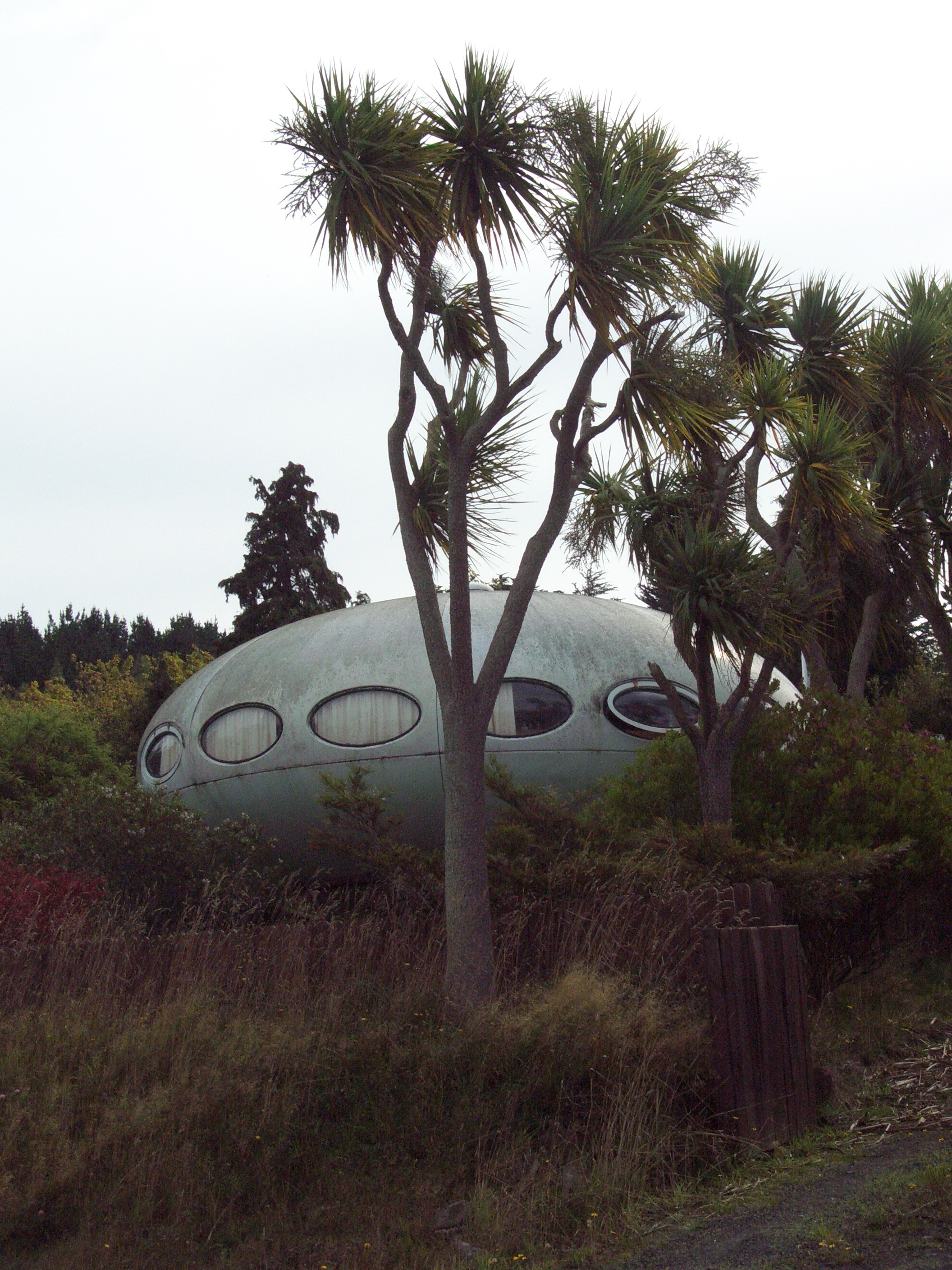
Una casa Futuro en Warrington, Nueva Zelanda

La casa Futuro fue un producto de la posguerra finlandesa, reflejando el periodo de la confianza por la tecnología, la conquista del espacio y el crecimiento económico sin precedentes, además del incremento del tiempo libre. Fue diseñada por Suuronen como una cabaña que fuera rápida de calentar y fácil de construir incluso en un terreno accidentado. El resultado final fue una casa transportable con la posibilidad de reproducirse en masa y poder instalarla en casi cualquier ambiente.

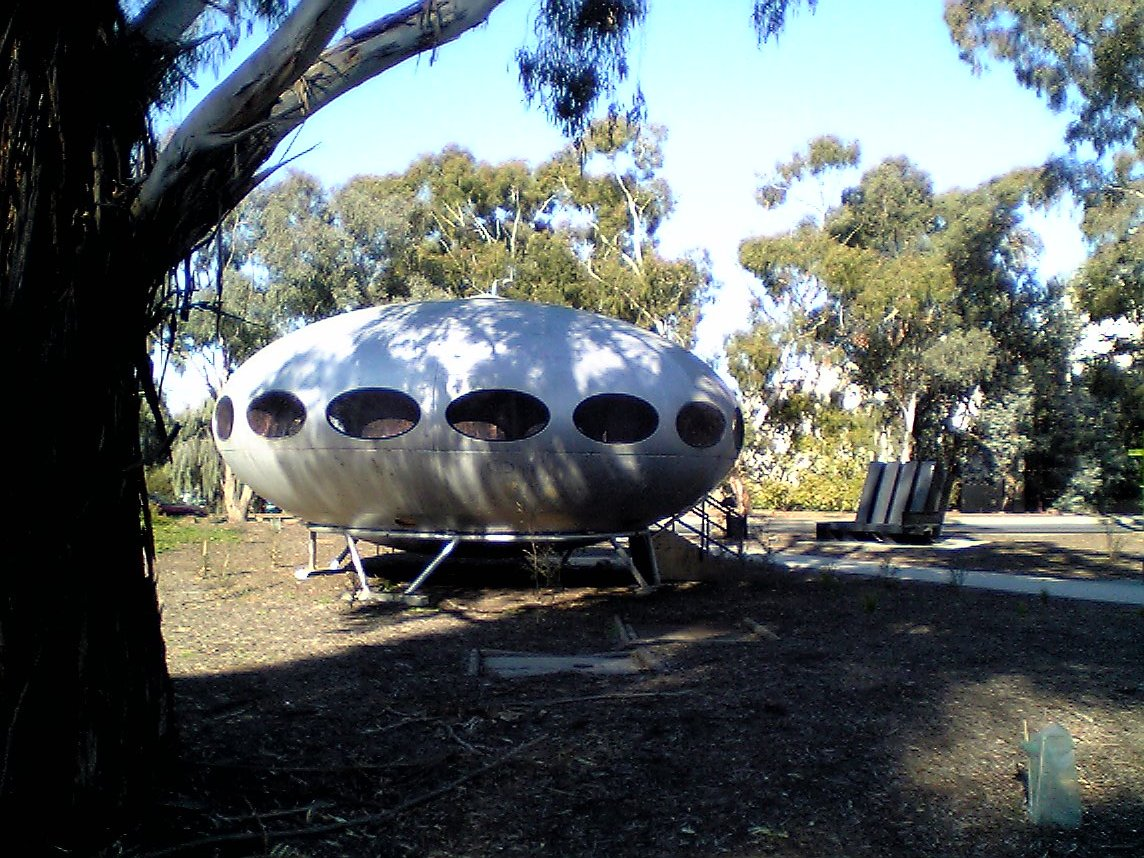
Una casa Futuro en la Universidad de Canberra, Australia

El material seleccionado para el proyecto fue un plástico de poliéster reforzado con fibra de vidrio; mismos que le eran familiares a su creador Suuronen pues previamente había trabajado con estos materiales en un gran domo de plástico colocado en un silo en Seinäjoki, Finlandia. Para facilitar el transporte, la casa fue constituida con 16 elementos que se atornillaban para formar el piso y el techo. El proyecto podría ser construido en el sitio donde permanecería instalado, o desmantelarlo y armarlo en otro lugar en sólo dos días, o incluso transportarlo con helicóptero en una sola pieza a su lugar de destino. El único requerimiento necesario en el sitio de su instalación eran unas bases de concreto por lo que la casa Futuro sería capaz de ser instalada en casi cualquier característica topográfica del terreno. Debido a su aislamiento de poliuretano y su sistema de calentamiento eléctrico, era posible contar con un sistema confortable de calefacción en tan sólo treinta minutos, desde -29 °C a 16 °C.
Un extracto de la publicación Architecture d’aujourd’hui de febrero de 1970 describe la casa "Futuro" como:
Primer modelo de una serie de casas de vacaciones con permiso en 50 países, producido en masa en los Estados Unidos, Australia y Bélgica. Los segmentos de la envolvente elíptica se ensamblan en el sitio utilizando una base metálica. Por su forma y materiales utilizados, la casa se puede erigir en montañas muy frías o incluso junto al mar. El área es de 50 metros cuadrados, el volumen de 140 metros cúbicos, dividido por tabiques adaptables.
A mediados de la década de 1970, la casa fue retirada del mercado. Desde el principio, fue recibida con hostilidad por parte del público. Su apariencia vanguardista y materiales modernos pero desconocidos en la época influyó para la poca aceptación del público de la casa Futuro.
La primera Casa Futuro que se erigió cerca del lago Puulavesi en Finlandia provocó protestas públicas porque parecía demasiado antinatural para el ambiente rústico. En los Estados Unidos, las casas Futuro fueron prohibidas en muchos municipios por regulaciones de zonificación. Los bancos se mostraron reacios a financiarlos. Algunas fueron vandalizadas. Algunos clientes que se comprometieron a adquirirlas se arrepintieron incluso perdiendo sus depósitos no reembolsables de $1,000 USD. se retiraron y perdieron sus depósitos no reembolsables de $ 1,000. Otras fueron destruidas. En 1999, la ciudad de Tampa ordenó la demolición de una casa Futuro Poco después del cambio de siglo, se compró una casa Futuro en Broadkill Beach, Delaware, Estados Unidos, y se destruyó para dar paso a una casa modular de doble ancho. Algunas han sido objeto de actos de vandalismo en tiroteos desde un vehículo.
La crisis del petróleo de 1973 provocó una interrupción abrupta de la producción de plástico. Los sintéticos se volvieron muy costosos de producir. Además, el público estaba cambiando su visión de los plásticos de un material milagroso a una preocupación ecológica. Estos problemas crearon el contexto a la descontinuación de la casa Futuro. Se hicieron menos de 100 y se estima que hoy sobreviven alrededor de 60 de las casas Futuro originales. las casas fueron adquiridas principalmente por particulares. El prototipo (con el número de serie 000) está en la colección del Museo Boijmans Van Beuningen en Rotterdam, Países Bajos. La casa Futuro no. 001, el única casa que permanece actualmente en una colección pública, en el WeeGee Exhibition Centre en Espoo, Finlandia.
Existen aproximadamente 63 casas Futuro confirmadas en todo el mundo y se encuentran en Australia, Dinamarca, Estonia, Finlandia, Francia, Alemania, Grecia, Japón, Países Bajos, Nueva Zelanda, Noruega, República de Crimea, Rusia, Suecia, Sudáfrica, Taiwán, Reino Unido y Estados Unidos de América.

### Conservación

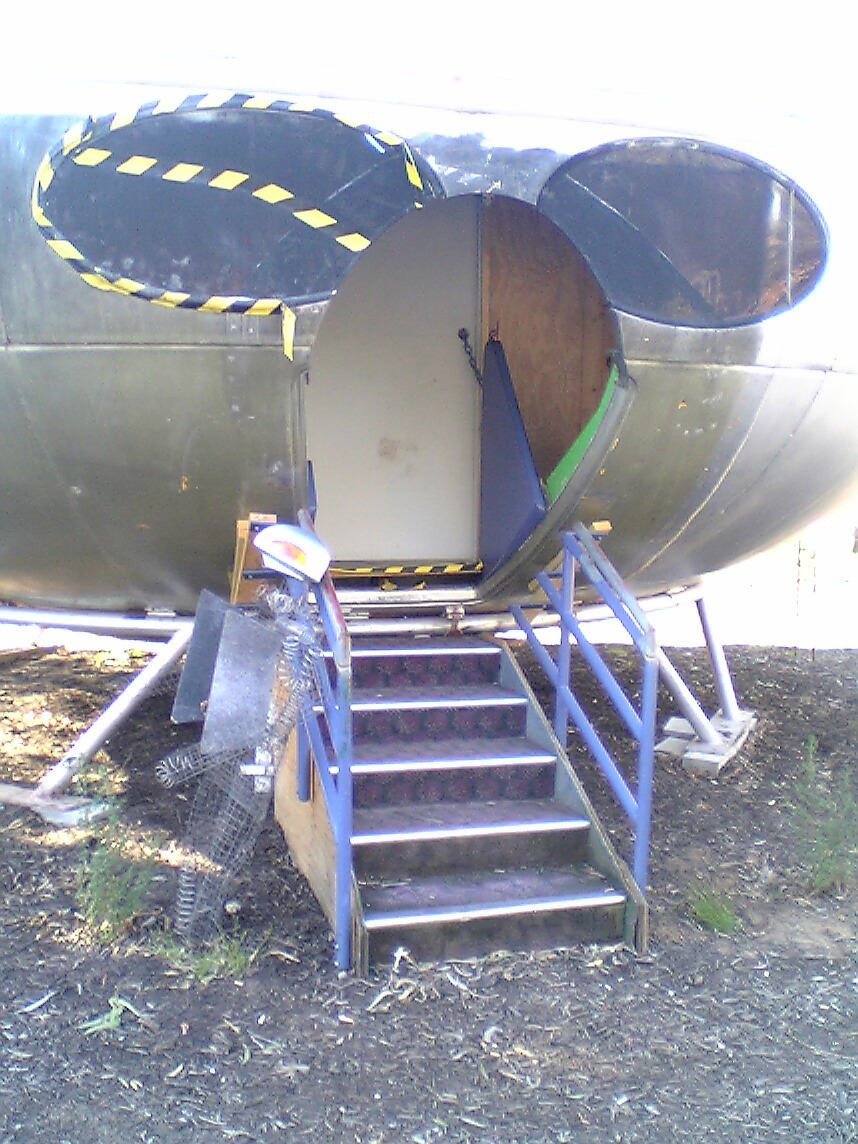
Puerta de una casa Futuro en la Universidad de Canberra, en proceso de conservación

En 2010, la conservadora finlandesa Anna-Maija Kuitunen realizó, como parte de su tesis final para el Metropolia University of Applied Sciences en Finlandia ("Futuro no. 001 – documentation and evaluation of preservation need"), una evaluación de daños para la primera casa Futuro (número de serie 001) y donde se muestra una serie de fotografías documentales del interior de la casa así como dibujos.
El artista inglés Craig Barnes compró y restauró una casa Futuro en 2013 – 14. Descubrió la casa en ruinas en mientras estaba de vacaciones en Sudáfrica y la envió a Reino Unido para su restauración. Esta casa Futuro — la única en el Reino Unido — fue exhibida al público como parte de una exhibición realizada en la azotea de la Matt's Gallery en Londres y que permaneció hasta 2014; la casa apareció en la cuarta temporada del programa de Channel 4 George Clarke's Amazing Spaces (Ep. 2).

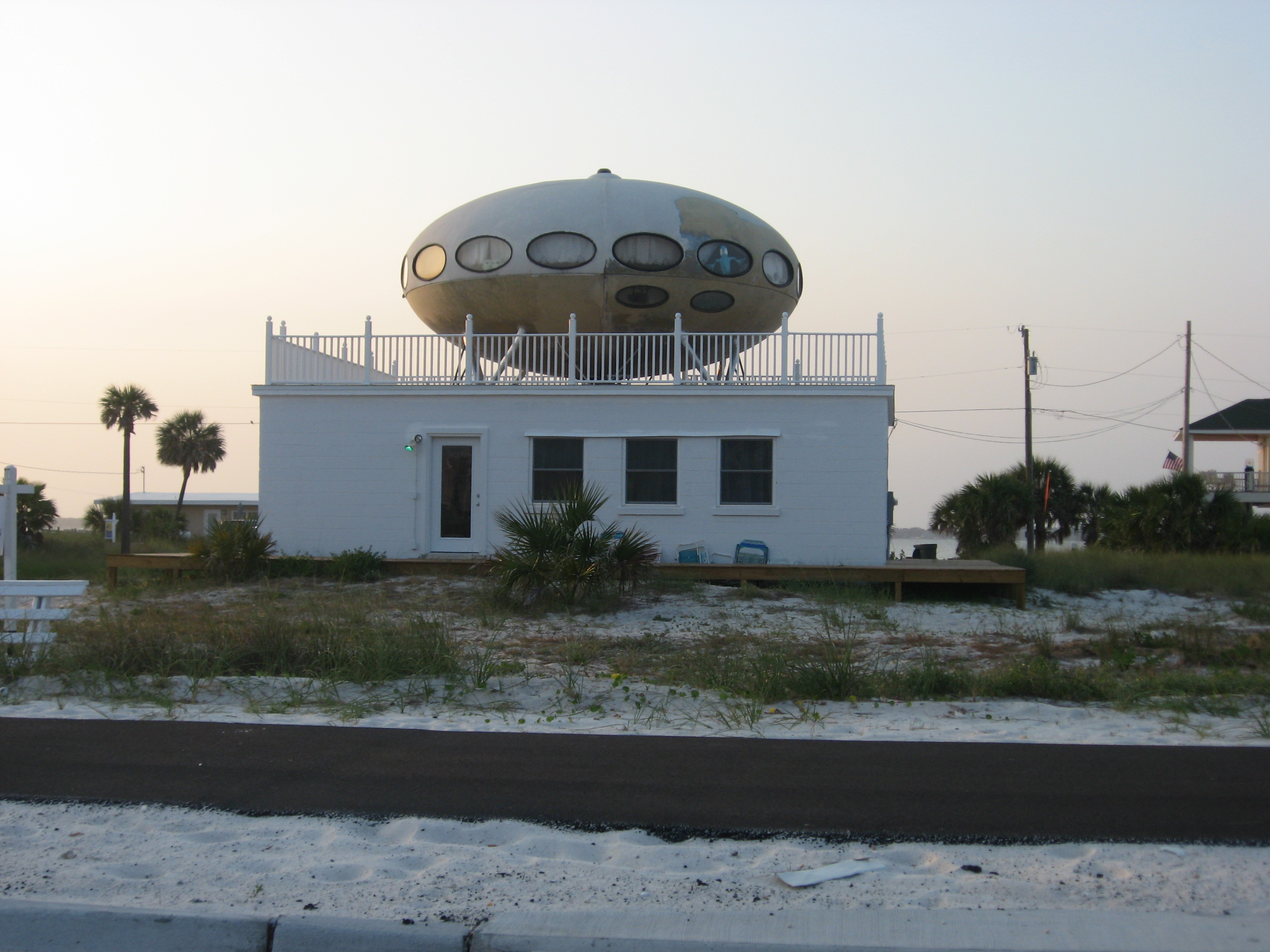
Futuro in Pensacola Beach, Florida

Se descubrió que una casa Futuro estaba siendo biodegradada por cyanobacteria y archaea.